# Comines-Warneton
Comines-Warneton (niederländisch Komen-Waasten) ist eine Fazilitäten-Gemeinde in der wallonischen Provinz Hennegau in Belgien und deren Exklave in der Provinz Westflandern. Der Ort ist im Südwesten durch die Leie (französisch Lys) von seiner Schwestergemeinde Comines auf französischer Seite getrennt.
Die politische Gemeinde besteht aus den fünf Ortschaften (in Klammern die Postleitzahlen)
- Bas-Warneton (Neerwaasten) (7484)
- Comines (Komen) (7780)
- Houthem (Houtem) (7781)
- Ploegsteert (7782)
- Warneton (Waasten) (7784)

## Geschichte
In der Zeit der Spanischen Niederlande gehörten die beiden Ortsteile zur Grafschaft Flandern und bildeten eine Stadt. Nach der Unterzeichnung des Friedens von Aachen 1668 durch Ludwig XIV. kam der Nordteil der Stadt an Spanien und der Teil südlich der Leie an Frankreich. Durch Vauban wurde das Schloss von Comines zur Festung ausgebaut. Durch den Frieden von Nimwegen kam auch der Nordteil vorübergehend an Frankreich, um nach dem Ende der Regierungszeit des Sonnenkönigs 1713 durch den Frieden von Utrecht an die Österreichischen Niederlande zu fallen. Seit dem Wiener Kongress teilt der Ort die Geschichte Belgiens.
Seit dem Mittelalter entwickelte sich in Comines, dank des in der Region angebauten Flachses, wie in der gesamten Umgebung ein blühendes Leinentuchgewerbe. 1719 wurde in Comines eine erste Manufaktur zur Herstellung von Leinenbändern gegründet, die im Laufe von 200 Jahren den Ort zu einem Weltzentrum der Bänderherstellung machte. So erreichte die Bänderproduktion um etwa 1900 die Menge von 400 Millionen Metern. Im Ersten Weltkrieg wurde der Ort durch deutsche Truppen völlig zerstört, eventuelle Überreste gesprengt und der Maschinenpark der Industrie nach Deutschland verbracht. Nach 1918 wurde die Stadt teils im flämischen Neorenaissance-Stil wiedererrichtet.
Nach Festlegung der belgischen Sprachgrenze und Föderalisierung des belgischen Gesamtstaates (siehe auch flämisch-wallonischer Konflikt und politisches System Belgiens) befindet sich die Gemeinde nicht mehr in Flandern, sondern gehört zur Wallonie.

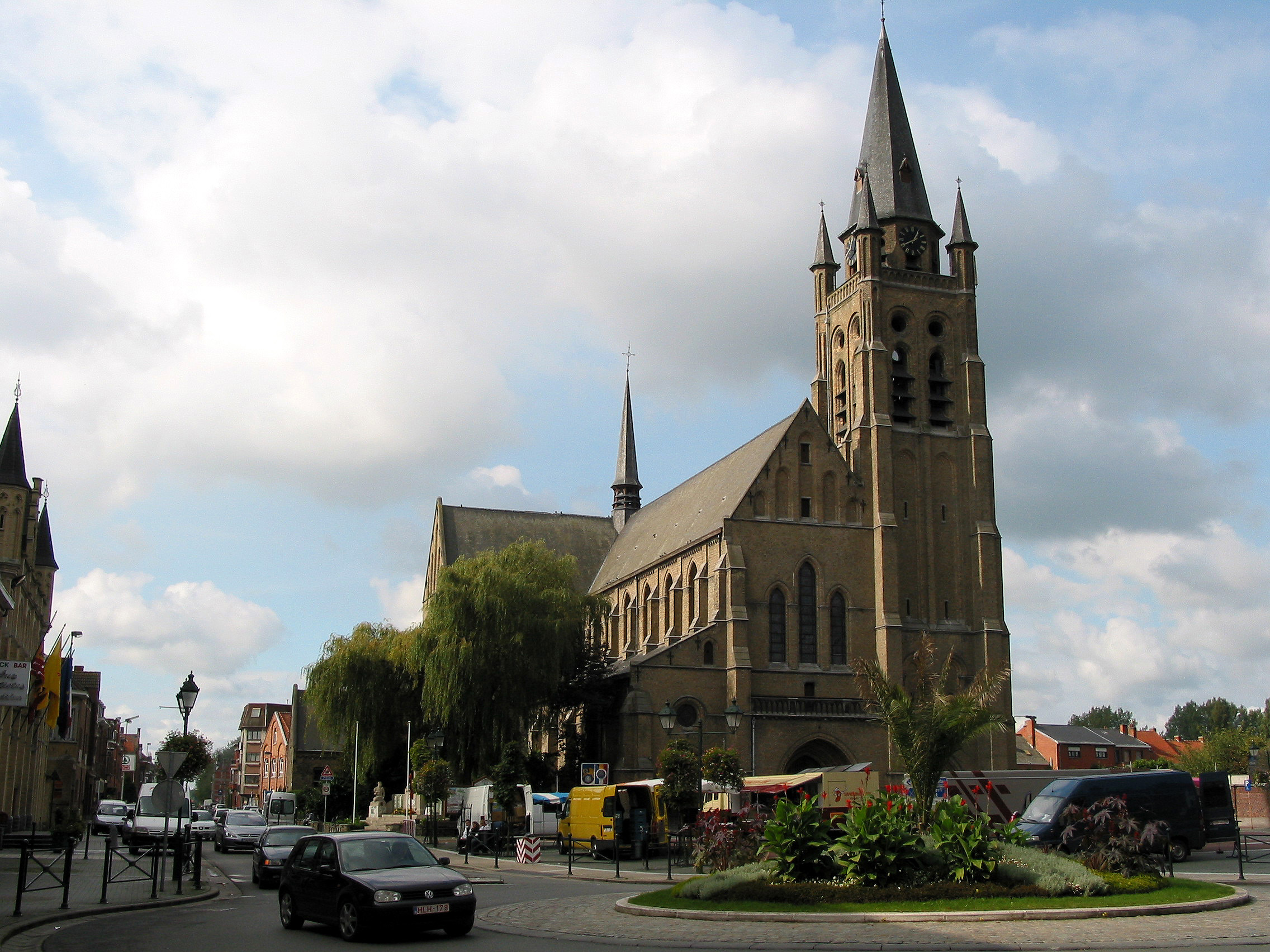
St-Chrysole-Kirche (1912)
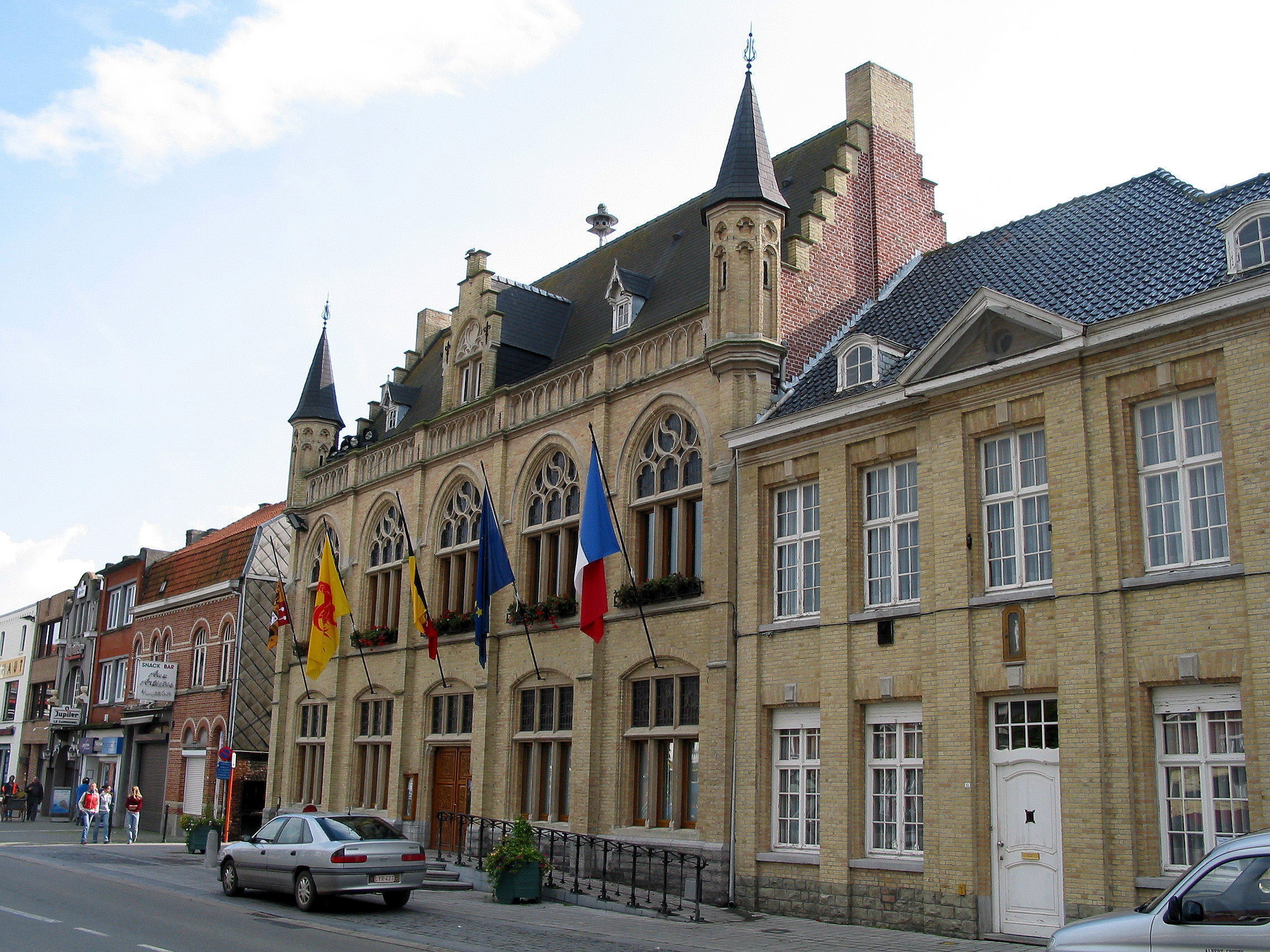
Rathaus
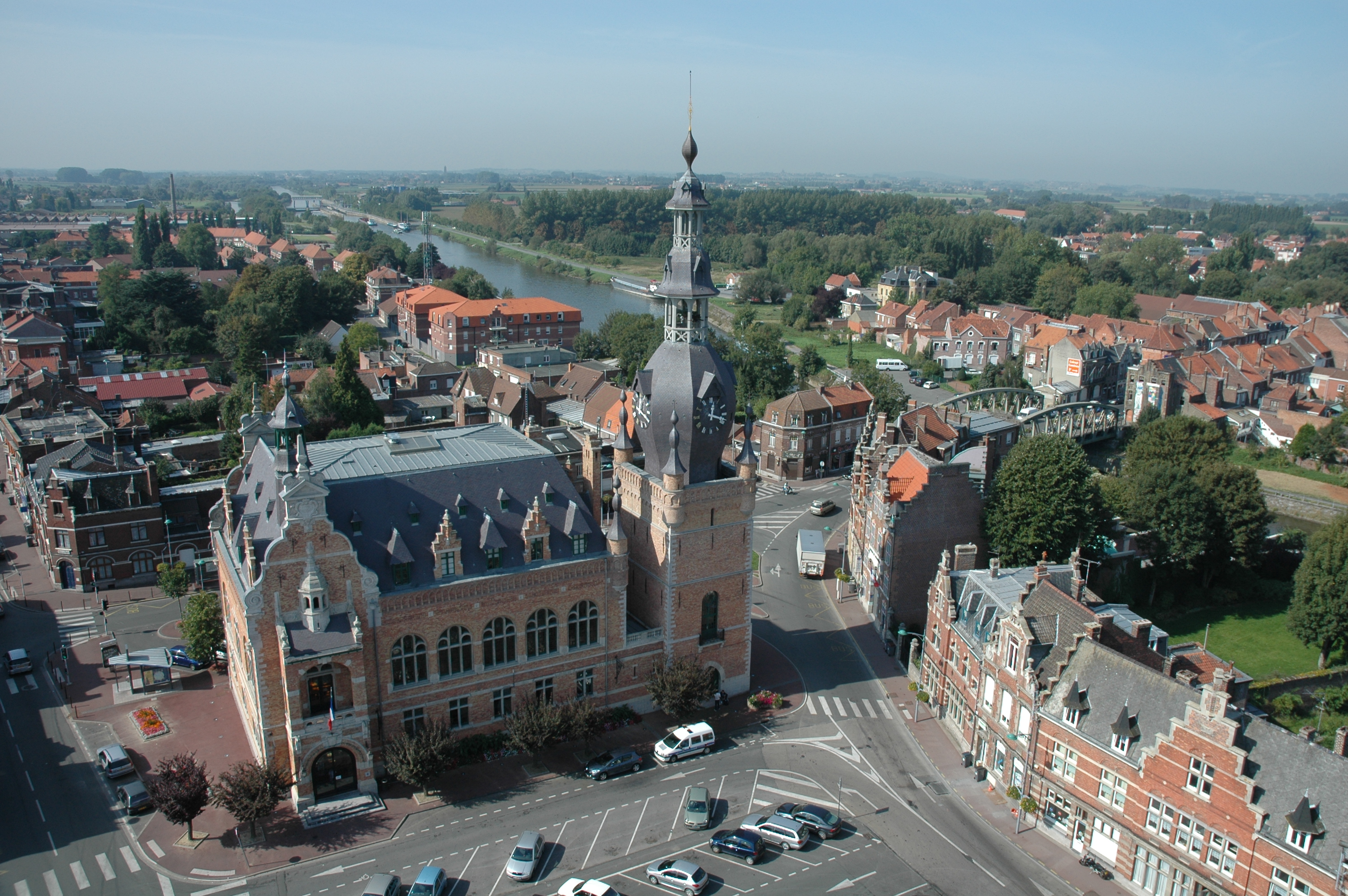
Französischer und belgischer Ortsteil
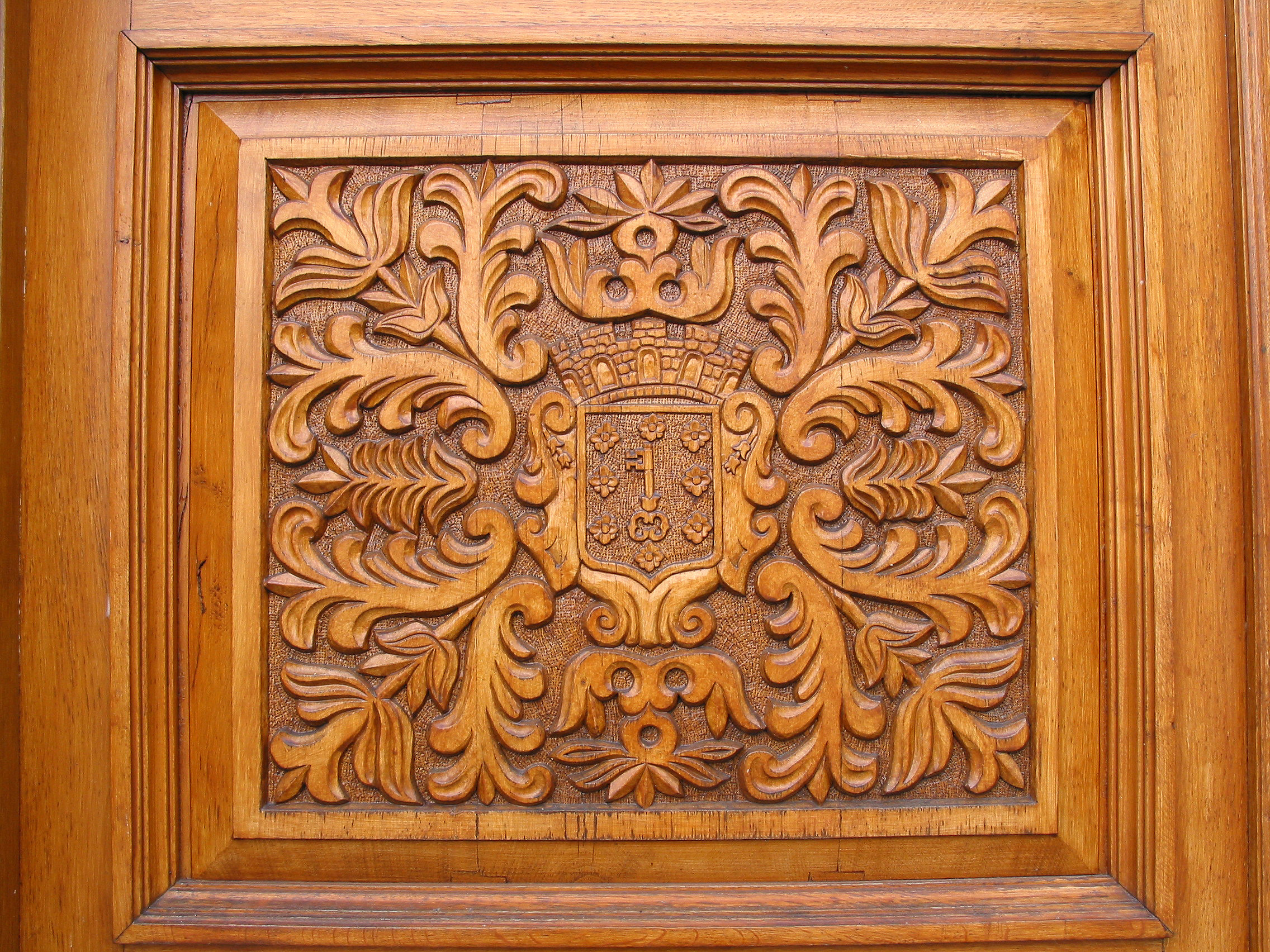
Wappen von Komen

## Söhne und Töchter
- Eugène Joseph Verboeckhoven (1799–1881), belgischer Maler
- Gustave Singier (1909–1984), belgischer Maler
- Jonathan Blondel (* 1984), belgischer Fußballspieler (FC Brügge)